# Adrien Plavsic
Adrien Plavsic (né le 13 janvier 1970 à Montréal dans la province de Québec au Canada) est un joueur professionnel canadien de hockey sur glace qui évoluait au poste de défenseur. 
Lors des Jeux olympiques d'hiver de 1992, il remporte la médaille d'argent.

## Palmarès
- Médaille d'argent aux Jeux olympiques d'Albertville en 1992